# Konvex polygon

En regelbunden femhörning är ett exempel på en konvex polygon.

Ett exempel på en konkav polygon. Vinkeln E är större än 180 grader och alltså är polygonen konkav. Hörnen F och D kan inte förbindas med en rät linje inom polygonen.

Inom geometrin är en konvex polygon en polygon vars inre är en konvex mängd. I en konvex polygon är alla inre vinklar mindre än 180 grader. En konkav polygon är en polygon som inte är konvex, d.v.s. den har någon inre vinkel som är större än 180 grader. I en konvex polygon kan alla punkter inom polygonen förbindas med räta linjer så att linjerna ligger helt inom polygonen, speciellt gäller detta polygonens hörn; detta är inte fallet för en konkav polygon.